# BSどーもくんワールド
BSどーもくんワールド（びーえす- ）は、2002年4月5日から2007年3月30日までNHKBS2で放送されたこども番組である。

## 概要
BSのキャラクターのどーも、うさじい、たーちゃんが主役のバラエティ番組であった。通常はテントみんなの広場→みんなの広場ふれあいホールで毎週日曜日に公開収録された。年に数回、地方での公開収録も実施した。後継番組は『BSななみDEどーも』。

## 放送時間
- 2002年4月 - 2003年3月：金曜日 18:00 - 18:30
- 2003年4月 - 2005年3月：日曜日 10:30 - 11:30／金曜日 9:00 - 9:30
- 2005年4月 - 2006年3月：金曜日 18:00 - 18:40／日曜日 10:00 - 10:40
- 2006年4月 - 2007年3月：金曜日 18:00 - 18:40／金曜日 12:15 - 12:55

## 出演者
- 浜谷真理子
- 林家いっ平（現在の二代目林家三平）（2002 - 2005年度）
- 島田珠代（2002 - 2005年度）
- テツandトモ（2006年度）

## 内容
どーもくん劇場
どーもたちが楽しいドタバタを繰り広げる
どーもいらっしゃい!
マジシャンや歌手、画家など多彩なゲストとどーもくんが遊ぶ
どーもが行く!
どーもが全国の子どもたちを訪ねる
どーもオールスターズ
どーもたちが楽器を演奏する

## イベント・コンサート
| 公演   | タイトル                                        | 出演者（一部を除く）                                                                                |
| ------ | ----------------------------------------------- | --------------------------------------------------------------------------------------------------- |
| 2002年 | BSどーもくんワールド スペシャルライブでどーも!  | 浜谷真理子、林家いっ平、島田珠代 どーもくん、うさじい、たーちゃん                                   |
| 2003年 | BSどーもくんワールド こどもの日スペシャル       | 浜谷真理子、林家いっ平、島田珠代 どーもくん、うさじい、たーちゃん ビーボさん                        |
| 2004年 | みんなあつまれ! BSどーもくんワールド スペシャル | 浜谷真理子、林家いっ平、島田珠代 どーもくん、うさじい、たーちゃん エリック、テツandトモ             |
| 2005年 | BSキャラクター祭り 渋谷DEどーも&ななみちゃん    | 浜谷真理子 どーもくん、ななみちゃん、うさじい、たーちゃん テツandトモ                               |
| 2006年 | BSキャラクター祭り どーも&ななみの大パーティー! | 浜谷真理子、テツandトモ どーもくん、ななみちゃん、うさじい、たーちゃん 杉田あきひろ、ストレッチマン |

## 関連種目
- どーもくん
- ななみちゃん
- 爆笑オンエアバトル・オンバト+
- みんなの広場ふれあいホール
- おかあさんといっしょ - 歌や劇などをやる少し似ている番組。